# Earls Court Exhibition Centre
L'Earls Court Exhibition Centre (conosciuto anche come Earls Court Arena o, semplicemente, Earls Court) è stato un edificio polifunzionale sede di concerti e convegni situata a Londra, tra il Distretto di Kensington e Chelsea e quello di Hammersmith e Fulham.
La struttura era collegata a due stazioni della London Underground: Earl's Court e West Brompton, poste dinanzi alle sue due entrate in Warwick Road e in Old Brompton Road.

## Costruzione dell'edificio
L'Earls Court fu per lungo tempo un terreno abbandonato e incolto.
Attraverso i collegamenti delle due stazioni summenzionate, divenne un grande snodo metropolitano, seppure in una zona scarsamente abitata. L'idea di introdurre una qualche sorta di divertimenti e/o spettacoli nei pressi fu portata avanti da un imprenditore, John Robinson Whitley, che usò il terreno come piattaforma per spettacoli musicali per molti anni.
Whitley non trasse alcun guadagno dai suoi investimenti, sebbene le sue intenzioni abbiano determinato, negli anni a seguire, il futuro dell'area di Earl's Court.
Sul finire del XIX secolo il luogo divenne la sede del "Buffalo Bill's Wild West Show", un parco dei divertimenti dotato addirittura di una grande ruota panoramica. Una targa in metallo, situata nell'odierna sala stampa, commemora questi fatti nonché la passione della Regina Vittoria per il parco medesimo.
Nel 1935 il terreno fu venduto, e i nuovi proprietari decisero di costruire uno "Show Centre" al fine di sovrastare tutti quelli esistenti all'epoca nonché, soprattutto, il vicino "Olympia Centre exhibition hall".
La struttura fu progettata dall'architetto C. Howard Crane.
Il progetto non andò completamente per il verso giusto, in quanto il budget venne sottostimato ed i lavori terminarono con un notevole ritardo. Il 1º settembre 1937 l'Earl's Court aprì finalmente le sue porte al pubblico, in occasione della "Chocolate and Confectionery Exhibition".
Il "Motor Show" ed il "Commercial Vehicle Show" seguirono a ruota, in breve tempo. A dispetto di tutti i problemi occorsi durante la costruzione, il progetto fu completato al costo di 1.5 milioni di sterline. Tale edificio è oggi conosciuto con il nome di Earls Court One.
Al centro dell'Earls Court One è situata una grande piscina (lunga 60 m e larga 20 m) che, qualora venga usata per manifestazioni sportive, impiega ben due settimane per essere riempita, ed altre due settimane per esser svuotata, in quanto tali operazioni possono essere effettuate unicamente di notte, per evitari inutili aggravi sulla circolazione della zona.

## Earl's Court Two
Al fine di soddisfare le numerose richieste in merito ad un ulteriore ampliamento dell'Earls Court, venne costruito il cosiddetto Earls Court Two, al costo della considerevole cifra di 100 milioni di sterline. È stato calcolato che il nuovo impressionante edificio, collegato al "fratello" Earls Court One attraverso saracinesche estensibili, era largo abbastanza da poter contenere quattro Boeing 747; inoltre l'area di 17.000 metri quadri era completamente priva di colonne.
L'Earls Court Two fu inaugurato da Diana Spencer, principessa del Galles, il 17 ottobre 1991.

## Concerti musicali
Il primo artista ad essersi esibito a Earls Court è stato David Bowie, il 12 maggio 1973. Il concerto di Bowie con gli Spiders from Mars si svolse inoltre davanti al pubblico più numeroso che avesse assistito ad un concerto rock "indoor" nel Regno Unito fino ad allora.
- David Bowie tornò ad esibirsi il 1 luglio 1978, durante il tour Isolar II; concerto pubblicato come Isolar II in the Court.

Sebbene la struttura sia stata sovente criticata in quanto non priva di fastidiosi echi, è ancora uno dei più popolari luoghi dove esibirsi nel Regno Unito, con una capacità in termini di posti di circa 19000 unità.
Tra gli artisti che nel tempo si sono esibiti presso l'Earls Court si citano, in ordine cronologico:
- I Pink Floyd eseguirono i brani presenti nell'album The Dark Side of the Moon il 18-19 maggio 1973, in due concerti consecutivi, ambedue affollatissimi. Il gruppo si esibì inoltre per quattro notti consecutive, tra il 4 ed il 9 agosto 1980, con brani tratti da The Wall. La medesima performance fu ripetuta un anno più tardi. Il 14 ottobre 1994 il gruppo diede inizio ad una serie-record di concerti consecutivi, che furono filmati e registrati in Pulse. Inoltre in quest'occasione si esibì con loro (in occasione del suo compleanno) anche Douglas Adams.
- Gli Slade si esibirono dinanzi a 19000 spettatori, il 19 luglio 1973. L'esibizione fu filmata, ma mai pubblicata.
- I Led Zeppelin si esibirono per cinque serate consecutive, nel maggio 1975. Alcune parti del concerto furono filmate, e rese disponibili al pubblico solamente 28 anni dopo, nel 2003. Questa serie di concerti è largamente considerata dai fans come la migliore in assoluto del gruppo.[2]
- I Rolling Stones si esibirono per sei serate, nel 1976.
- I Queen si esibirono nel giugno del 1977.
- I Genesis si esibirono in due date, nel giugno 1977, nonché per sei serate nel novembre 1992 ed un singolo show nel 1998.
- I Supertramp si esibirono per tre serate nel maggio 1983.
- I Dire Straits si esibirono per cinque serate consecutive, registrando il sold out, dal 3 al 7 giugno 1992 durante l'On Every Street Tour.
- Gli Oasis si esibirono nel novembre 1995 e nel settembre 1997.
- Gli Who si esibirono, suonando il loro album Quadrophenia nel dicembre 1996.
- Céline Dion si esibì nel giugno 1997.
- I R.E.M. si esibirono nel giugno 1999.
- Le Spice Girls si esibirono per quattro serate nel dicembre 1999 durante il Christmas in Spiceworld Tour.
- Gli Iron Maiden si esibirono nel giugno 2000, nel 2003 nonché nel dicembre 2006, a conclusione del loro tour mondiale.
- Gli U2 si esibirono per quattro volte consecutive nell'agosto 2001.
- Madonna si esibì per sei volte consecutive, nel 2001 e due volte consecutive nel 2004.
- I Westlife si esibirono per cinque volte tra l'aprile ed il maggio 2002.
- Paul McCartney si esibì il 19 aprile 2003.
- I Radiohead si esibirono nel novembre 2003.
- I Fleetwood Mac si esibirono tra il novembre ed il dicembre 2003.
- Gli Stereophonics si esibirono nel dicembre 2003.
- I Metallica si esibirono il 12 ottobre 1996, nonché nel dicembre 2003.
- Morrissey si esibì il 18 dicembre 2004.
- I Muse si esibirono il 19 ed il 20 dicembre 2004.
- Kylie Minogue si esibì per sette serate tra l'aprile ed il maggio 2005.
- I Coldplay si esibirono tra il 14 ed il 16 dicembre 2005.
- I Foo Fighters si esibirono il 17 ed il 18 dicembre 2005.
- I Duran Duran si esibirono nella serata del 22 dicembre 2005, data finale del loro tour.
- I Red Hot Chili Peppers si esibirono tra il 14 ed il 18 luglio 2006.
- George Michael psi esibì tra il 25 ed il 29 novembre 2006.
- I Kasabian si esibirono il 19 dicembre 2006.
- I Razorlight si esibirono l'8 aprile 2007.
- Roger Waters, membro fondatore dei Pink Floyd si esibì nella serata dell'11 maggio 2007, con la partecipazione del batterista (anche lui membro dei Pink Floyd) Nick Mason.
- I Kaiser Chiefs si esibirono nel dicembre 2007.
- Janet Jackson avrebbe dovuto esibirsi per due serate consecutive, l'11 ed il 12 dicembre 2001. A causa di importanti problemi di sicurezza dovuti ai recenti attacchi dell'11 settembre, l'intera tappa europea del tour di Janet Jackson venne annullata.
- George Michael si esibì nell'agosto 2008 e nell'ottobre del 2012.
- Deadmau5 si è esibito il 18 dicembre 2010
- Michael Jackson si è esibito in occasione dei BRIT Awards 1996 e dei World Music Awards 2006.

## Concerti e spettacoli
L'Earls Court ospita molti eventi musicali e spettacoli durante l'intero anno, tra cui i famosi BRIT Awards. Inoltre, fu teatro durante ogni estate tra il 1950 ed il 1999 del "Royal Tournament", la prima e più grande esibizione mondiale di tamburi militari.
La PLASA (Professional Lighting and Sound Association) vi organizza il proprio annuale "PLASA Show", generalmente nei primi giorni di settembre.

## Spettacoli di matrice sportiva
L'Earls Court ha ospitato le gare di pallavolo dei Giochi della XXX Olimpiade.
Inoltre, nel passato ha ospitato due show della World Wrestling Federation nel 2000 e nel 2001. Questi show vennero inizialmente trasmessi in diretta tramite pay-per-view, ed in seguito pubblicati in DVD.